# ريتشارد كولتر
ريتشارد كولتر (بالإنجليزية: Richard Coulter)‏ هو قاضي ومحامي وسياسي أمريكي، ولد في مارس 1788 في مقاطعة ويستمورلاند في الولايات المتحدة، وتوفي في 21 أبريل 1852. حزبياً، نشط في ديمقراطية جاكسونية والحزب الديمقراطي. وقد انتخب عضو مجلس نواب بنسيلفانيا وانتخب عضو مجلس النواب الأمريكي.